# John Tilbury

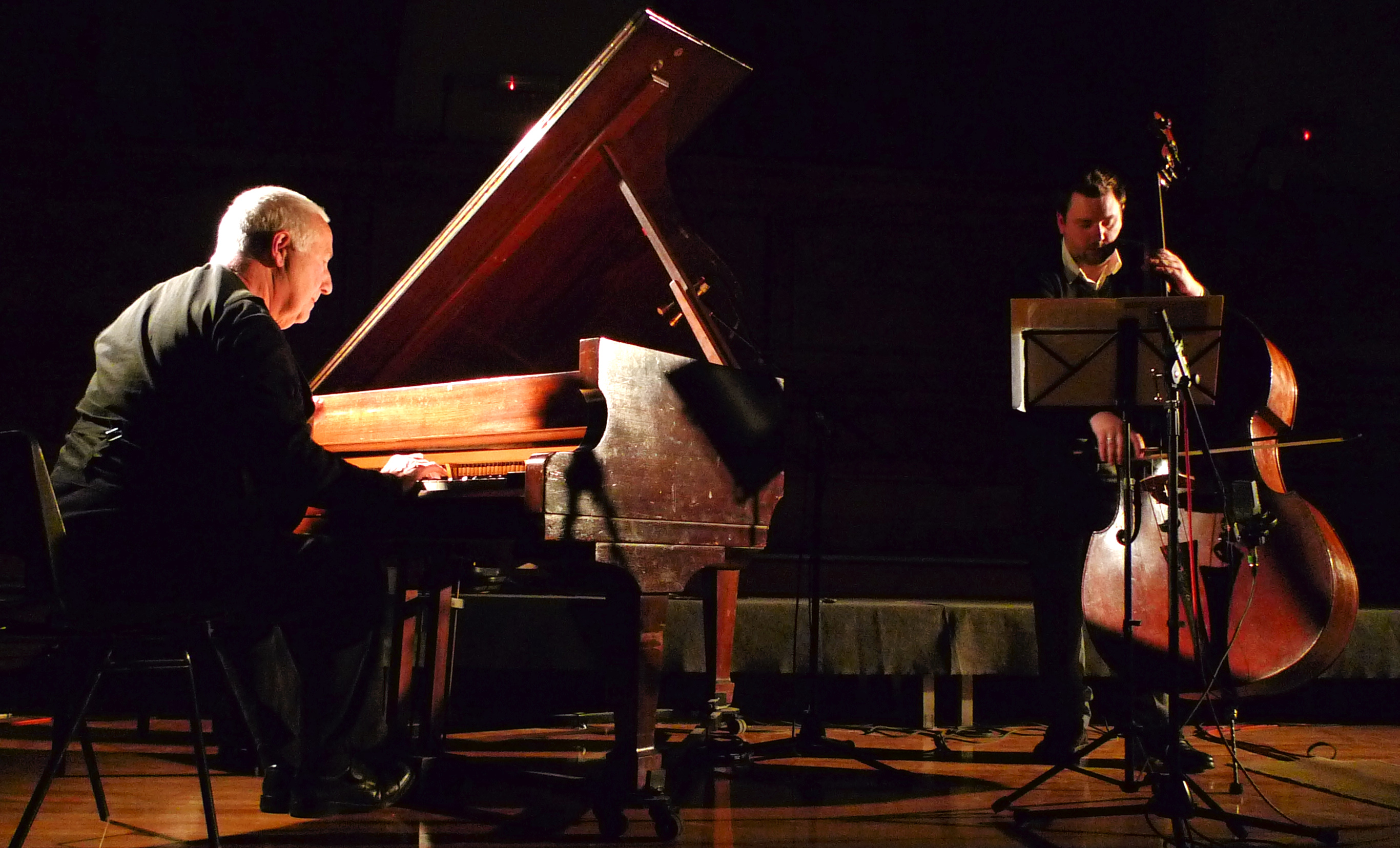
John Tilbury (am Piano, mit Michael Francis Duch, Kontrabass, 2011)

John Tilbury (* 1936) ist ein britischer Pianist, der Kompositionen der Neuen Musik aufführt, aber auch als Improvisationsmusiker aktiv ist.

## Leben und Wirken
Tilbury lernte die Komponisten Manfred Niehaus und Cornelius Cardew während seines Militärdienstes in Köln-Ossendorf kennen. Als Stipendiat des Royal College of Music studierte er Piano bei Arthur Alexander und James Gibb. Er vertiefte seine Studien bei Zbigniew Drzewiecki in Warschau, wo er mit Zygmunt Krauze die Warsaw Music Workshop Group ("Warsztat Muzyczny") gründete. 1968 gewann Tilbury den Gaudeamus-Wettbewerb für neue Musik in den Niederlanden und spezialisierte sich auf die Interpretation Neuer Musik. International stellte er auf relevanten Festivals (u. a. Warschauer Herbst, Glasgow Musica Nova, Biennale Venedig) Werke von Earle Brown, John Cage, Cardew, Morton Feldman, Michael Parson, Terry Riley, Terry Jennings oder Christian Wolff vor. Mit seinen Aufnahmen dieser Werke setzte er Standards für die Interpretation zeitgenössischer Klaviermusik.
Tilbury war um 1970 Mitglied im von Cardew, Parson und Howard Skempton gegründeten Scratchorchestra. Er gilt auch im Bereich der Neuen Improvisationsmusik als Meisterpianist: Seit 1980 ist er Mitglied des Improvisationsensembles AMM. Mit Keith Rowes elektroakustischem Ensemble M.I.M.E.O. hat er The Hands of Caravaggio aufgenommen, das von einem Gemälde des Malers aus dem Jahr 1602 Anregungen bezieht.
Später trat Tilbury auch als Schauspieler auf (Samuel Beckett, Harold Pinter). Er schreibt auch musikwissenschaftliche Analysen, etwa über das Scratch Orchestra Anfang der 1970er. 2008 erschien seine Biographie über Cornelius Cardew, A Life Unfinished.

## Auswahldiskographie

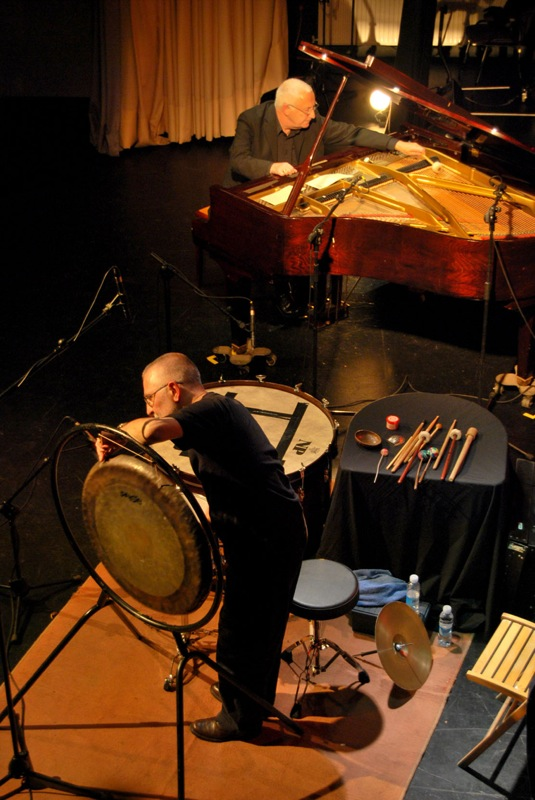
John Tilbury (am Flügel) bei einem Konzert von AMM 2008 mit Eddie Prévost

- 1988 – Dave Smith: First Piano Concert, Sonatas 1-12 – Matchless
- 1996 – Howard Skempton: Well, Well, Cornelius – Sony Classical
- 1996 – Cornelius Cardew: Piano Music 1959~70 – Matchless
- 1998 – The Issue at Hand (mit Yoshikazu Iwamoto, Eddie Prévost) 2CD – Matchless
- 1999 – Two Chapters and an Epilogue (mit Evan Parker) – Matchless
- 2000 – Morton Feldman: All Piano 4CD – LondonHALL
- 2002 – M.I.M.E.O. The Hands of Caravaggio – Erstwhile
- 2002 – Christian Wolff: Early Piano Music (1951-1961) – Matchless
- 2003 – Keith Rowe, John Tilbury Duos for Doris – Erstwhile
- 2004 – John Tilbury, Eddie Prévost Discrete Moments – Matchless
- 2005 – Plays Samuel Beckett – Matchless
- 2005 – Barcelona Piano Solo – Rossbin
- 2005 – Marcus Schmickler, John Tilbury Variety – A-Musik
- 2010 – John Tilbury, Michael F. Duch, Rhodri Davies: Cornelius Cardew Works 1960-70
- 2011 – Keith Rowe & John Tilbury E.E. Tension and Circumstance – Potlatch
- 2012 – Fukushima! – Presqu'ile Records
- 2015 – John Tilbury / Zygmunt Krauze Grand Tour – Bölt
- 2017 – Mark Knoop, Catherine Laws, Philip Thomas, John Tilbury John Cage: Winter Music – Another Timbre
- 2018 – Ola Paulson & John Tilbury – Seagull Sonatas – Konvoj Records
- 2020  – Dirar Kalash & John Tilbury – Live at Cafe Oto – al-bayān
- 2023 –  John Butcher, Thomas Lehn  & John Tilbury: Lights (Fataka)